# 알렉산더의 뿔 달린 구

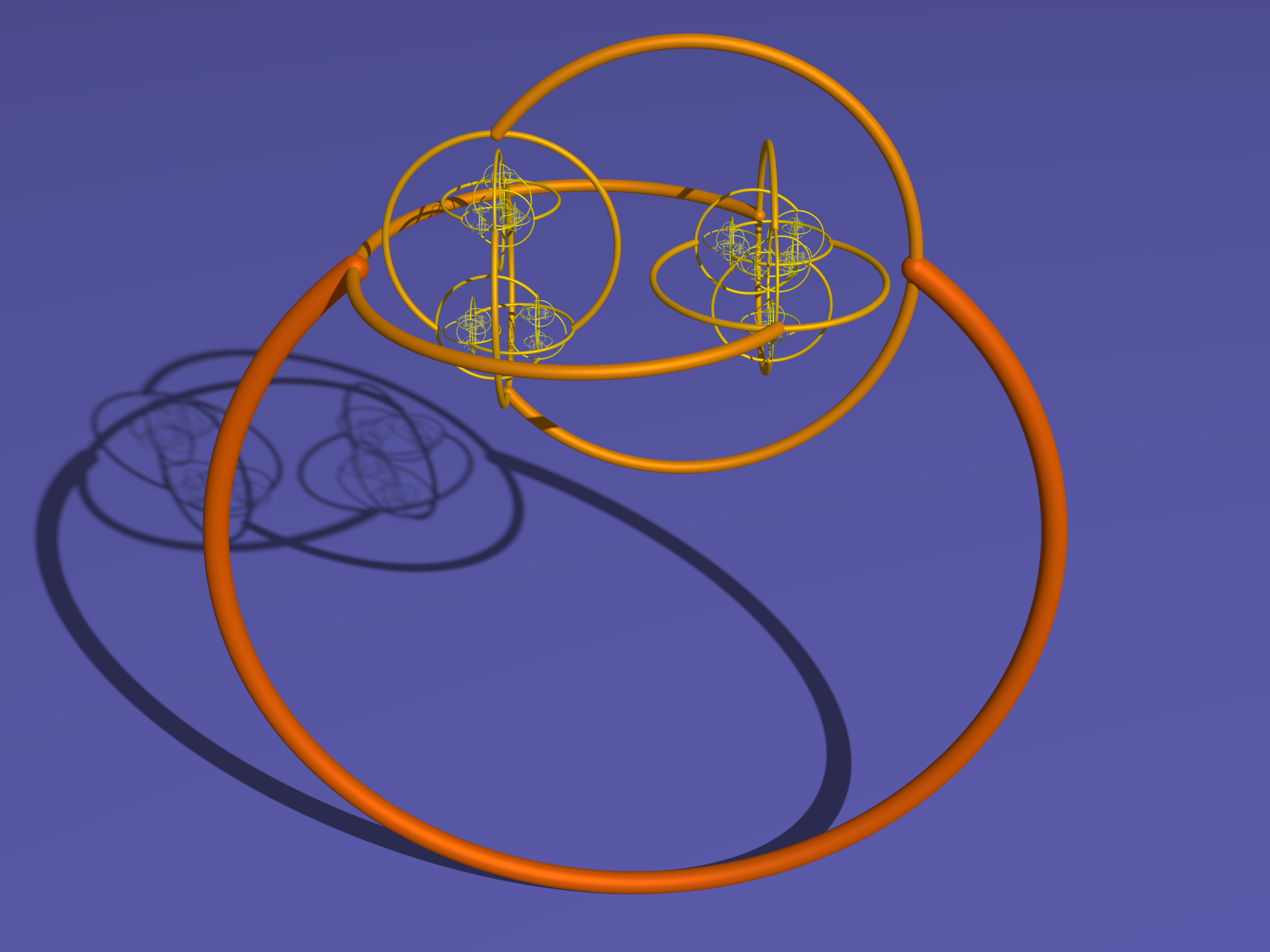
알렉산더의 뿔달린 구

알렉산더의 뿔 달린 구(영어: Alexander horned sphere)는 수학에서 가장 유명한 병적인 예(pathological examples) 중의 하나이다.

## 정의
알렉산더의 뿔 달린 구는 3차원 유클리드 공간에서 구를 특별한 방법으로 매장 것으로, 표준적인 원환면에서 다음과 같은 과정을 거친다.
1. 원환면의 휘어진 한쪽 부분을 제거한다.
2. 잘려진 각 면에 표준적인 구멍난 원환면을 각각 연결한다.
3. 두 원환면을 붙이는 위 과정을 무한히 반복한다.

어느 단계에서도 제거되지 않는 점들을 고려한다면, 이 과정의 결과로 매장한 구에서 칸토어 집합이 제거된다.
내부를 포함한 뿔 달린 구는 위상적으로 3차원 공이 되는데, 이를 알렉산더의 뿔 달린 공(Alexander horned ball)이라 부른다.

## 성질
알렉산더의 뿔 달린 공은 3차원 공과 위상동형이며, 따라서 단일 연결이다. 즉, 모든 폐곡선을 공간 내부에서 한 점으로 축소가능하다. 그러나 외부는 보통 공의 외부와는 달리 단일 연결이 아니다. 즉, 위의 구성에서 원환체에 걸린 폐곡선은 뿔 달린 구를 건드리지 않고 한 점으로 축소될 수 없다.

## 역사
1924년에 제임스 워델 알렉산더가 발견하였다.

## 같이 보기
- 정다면체